# Poul-Erik Høyer Larsen
Poul-Erik Høyer Larsen (* 20. září 1965) je dánský badmintonista.
Je vítězem turnaje jednotlivců na olympijských hrách v Atlantě v roce 1996. V letech 1992, 1994 a 1996 se stal mistrem Evropy.